# U-57 (1938)
U-57 – niemiecki okręt podwodny (U-Boot) typu II C z okresu II wojny światowej. Okręt wszedł do służby w 1938. Pierwszymi dowódcami byli kolejno: Kptlt. Claus Korth i Oblt. Erich Topp.

## Historia
Początkowo służył w 5. Flotylli jako jednostka treningowa (od 29 grudnia 1938 do 31 grudnia 1939). 1 stycznia 1940 włączony jako jednostka bojowa do 1. Flotylli, w ramach której odbył 11 patroli bojowych. Zatopił 11 statków o łącznej pojemności 48.053 BRT, jeden uznany za nieodwracalnie uszkodzony (10.191 BRT), jeden okręt pomocniczy, uszkodził dwa statki (łącznie 10.403 BRT).
U-57 zatonął 3 września 1940 w ujściu Łaby po zderzeniu z norweskim parowcem "Rona", w wypadku zginęło 6 członków załogi U-Boota. Podniesiony w tym samym miesiącu i wyremontowany – powrócił do służby 11 stycznia 1941 w charakterze jednostki szkolnej w 22. i 19. Flotylli. Samozatopiony przez załogę 3 maja 1945 w Kilonii (operacja Regenbogen). Wydobyty po wojnie i złomowany.